# Divoký západ

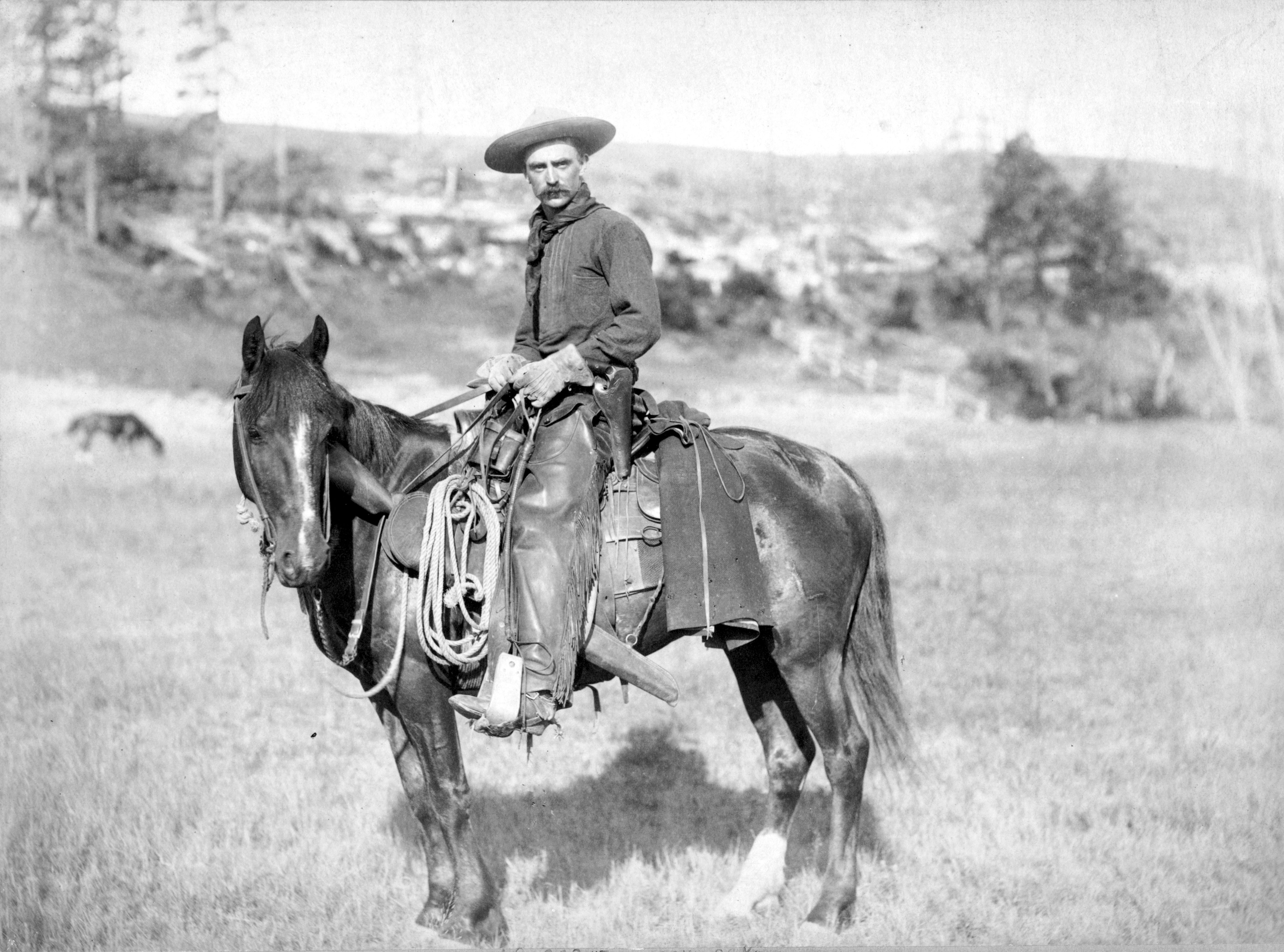
Kovboj, symbol divokého západu, okolo roku 1887.

Divoký západ (v angličtině American Frontier, Wild West nebo Old West) představuje geografii, historii, folklór a kulturu spojenou s postupným osidlováním západu dnešních Spojených států amerických prvními evropskými osadníky. Toto osidlování započalo na počátku 17. století a bylo dokončeno připojením posledních teritorií jako amerických států v roce 1912. Divoký západ je také definován jako území osídlená západně od řeky Mississippi až k pobřeží Tichého oceánu. Frontier značí hranici osídlení. Oblast Divokého západu tak zahrnuje americký Středozápad, Texas, Velké planiny, Skalnaté hory, Jihozápad a Západní pobřeží.
Největší pozornosti a slávy se pak dostalo Západu Spojených států amerických a zvláště Jihozápadu v období od poloviny 19. století do konce prvního desetiletí 20. století (1850 až 1910). Tato oblast a období se staly zdrojem a inspirací pro klasické filmové westerny, westernovou literaturu, komiksy a později i westernové videohry. Kvůli dramatičnosti příběhů je v nich zveličovaná romantika, anarchie a chaotické násilí. Jak se postupně Divoký západ stával historií, objevovaly se další mýty, legendy a příběhy, podle kterých vznikaly filmy a literatura nejen ve Spojených státech, ale i v cizině.
Z reálného pohledu představuje historie amerického západu zakládání komunit, rančů, měst, rozvoj zemědělství, trhů a formování států. Jedná se o historii dobývání, ale také slučování různých národů a kultur. Jedním z hlavních pilířů osídlování amerického západu byla dostupnost volné půdy. Podle amerického historika Fredericka J. Turnera bylo právě osidlování Západu proces, který změnil původem Evropany na Američany.

## Známé osobnosti

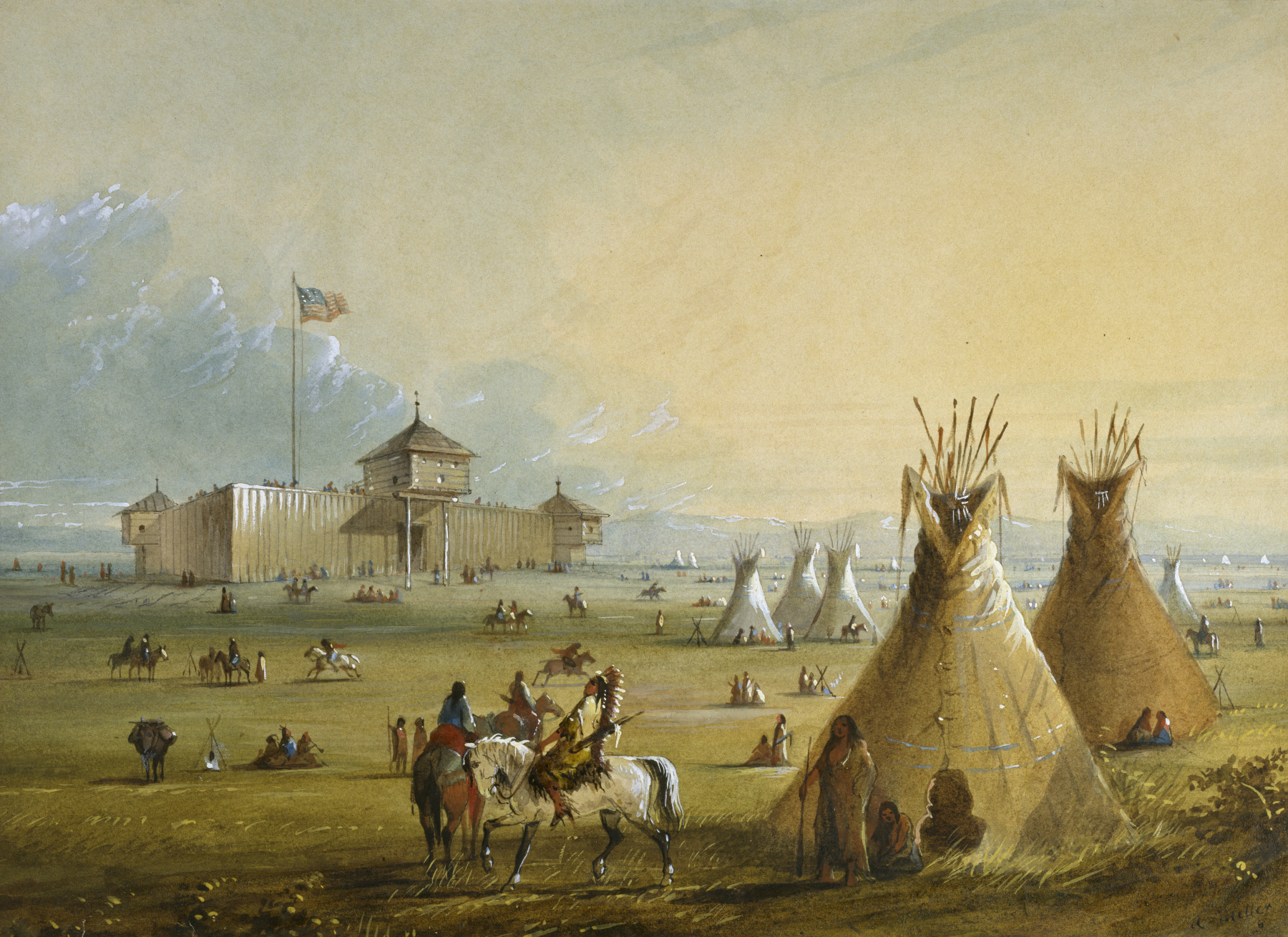
Pevnost Fort Laramie na území Wyomingu před rokem 1840

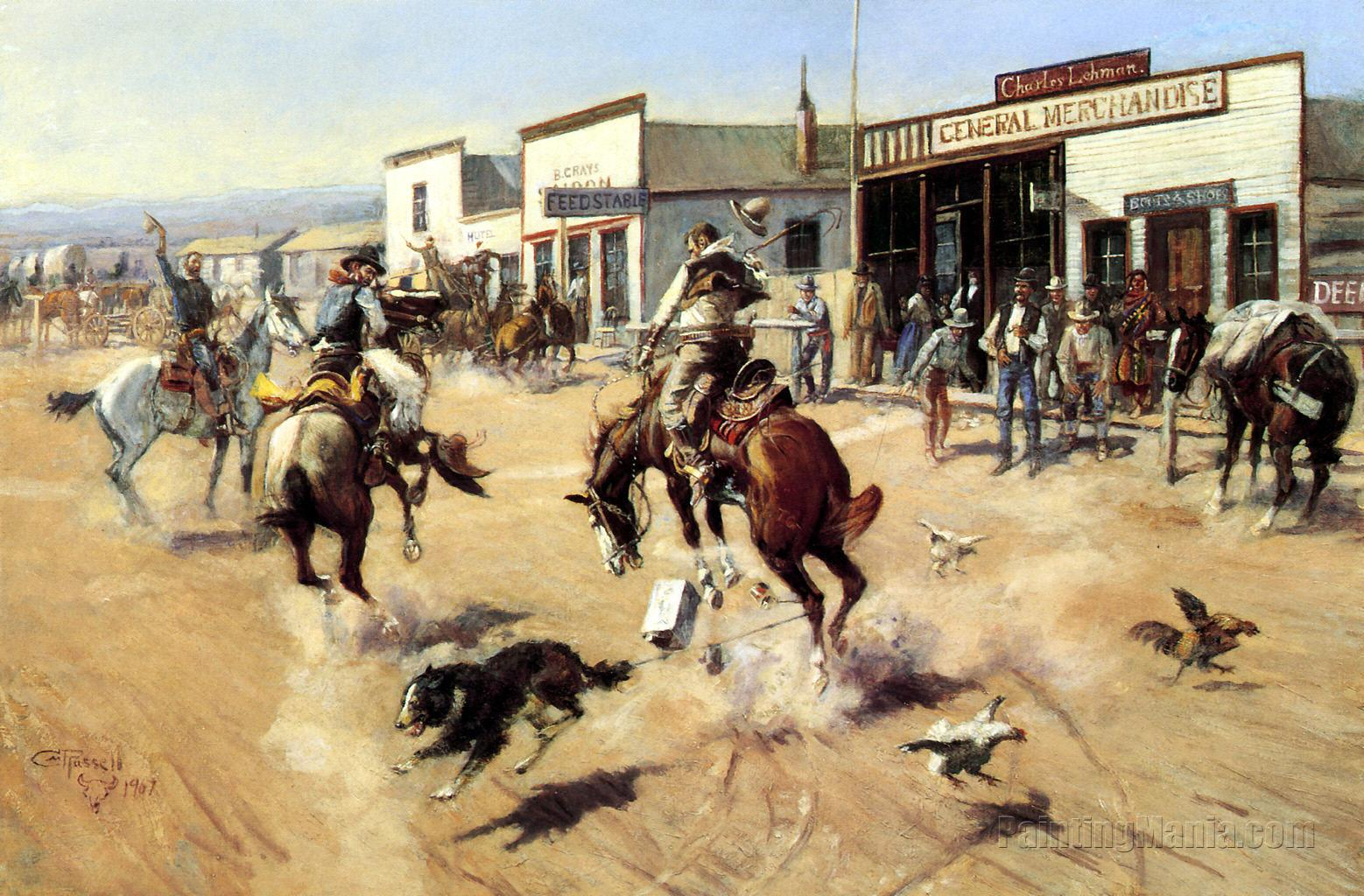
Hornické městečko Utica v Montaně

- Billy the Kid
- Buffalo Bill
- Butch Cassidy
- Calamity Jane
- George Armstrong Custer
- Geronimo
- James Bridger
- Jesse James
- Kit Carson
- Pat Garrett
- Sedící býk
- Wild Bill Hickok
- Wyatt Earp

## Hranice osídlení

Hranice před vznikem USA, podle proklamace krále Jiřího III. z roku 1763
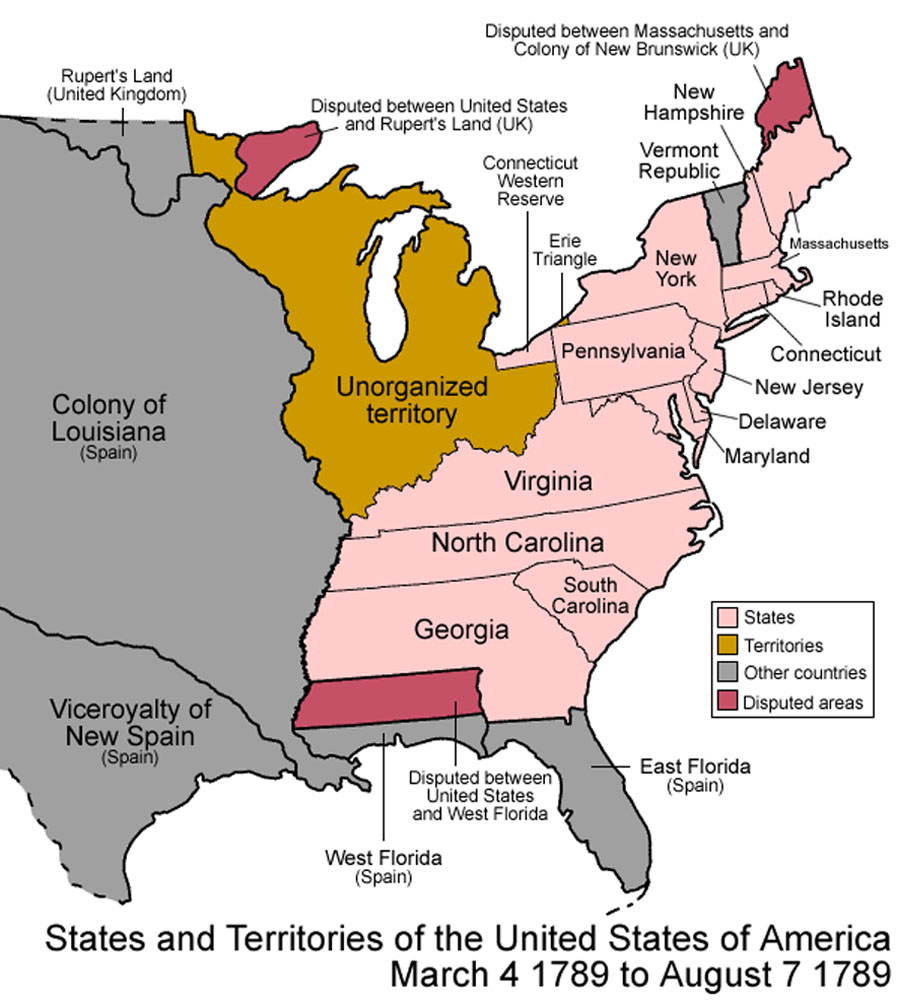
Hranice po vzniku USA, 1789
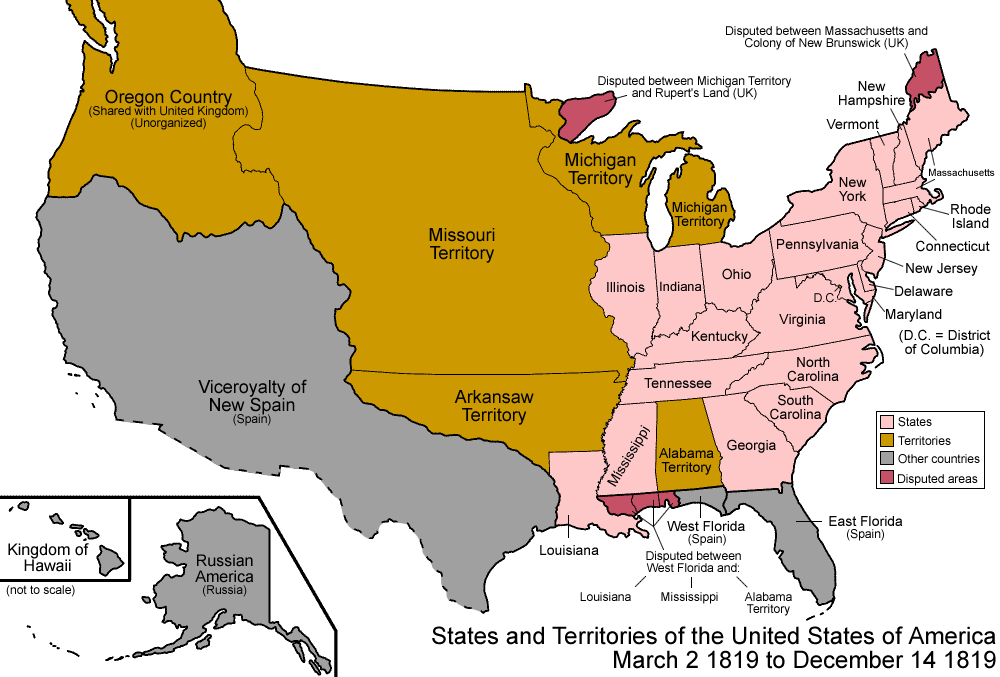
Hranice po britsko-americké válce, 1820
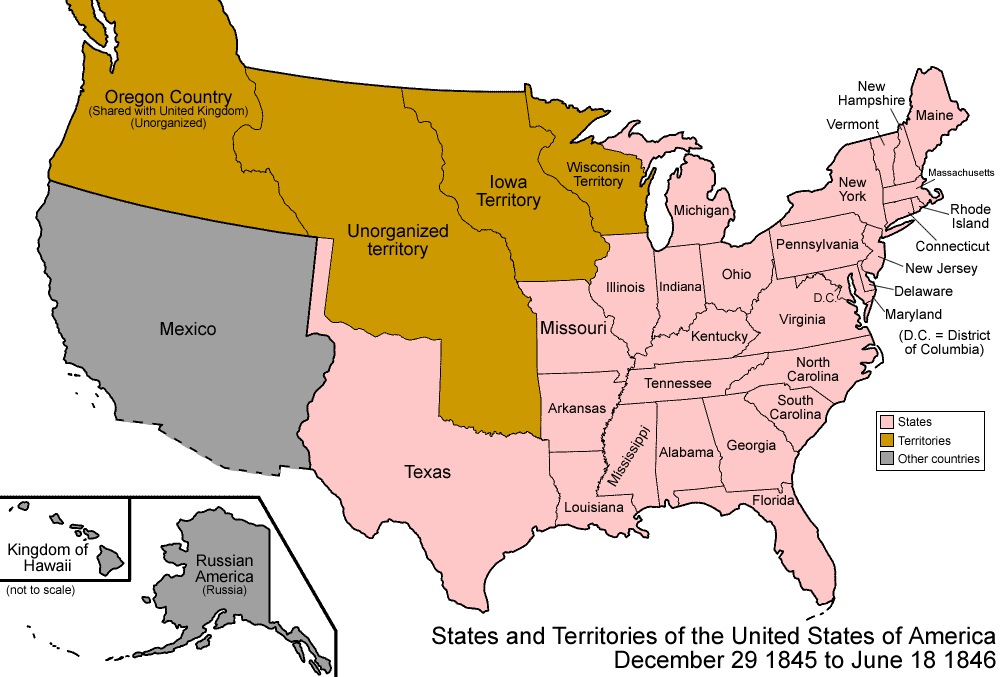
Hranice před mexicko-americkou válkou, 1846
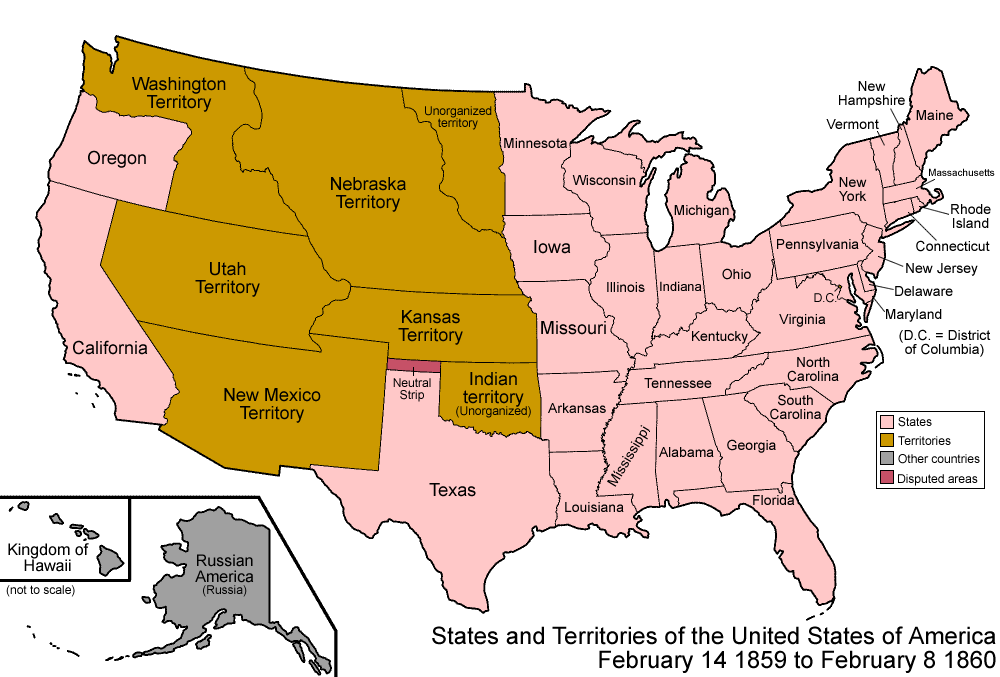
Expanze před občanskou válkou, 1860
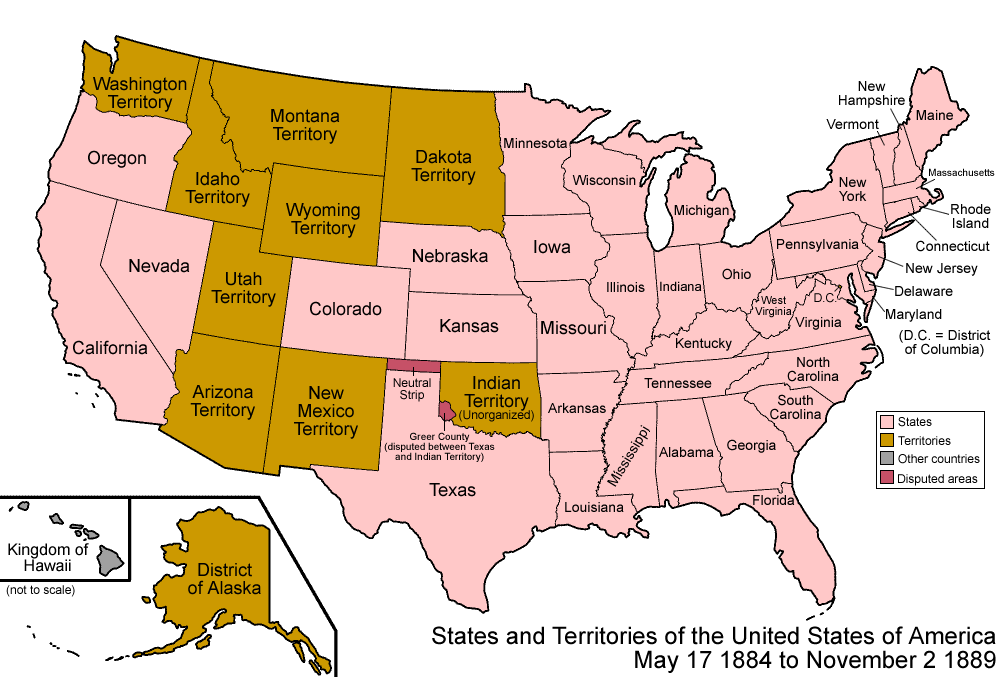
Expanze po občanské válce, 1889
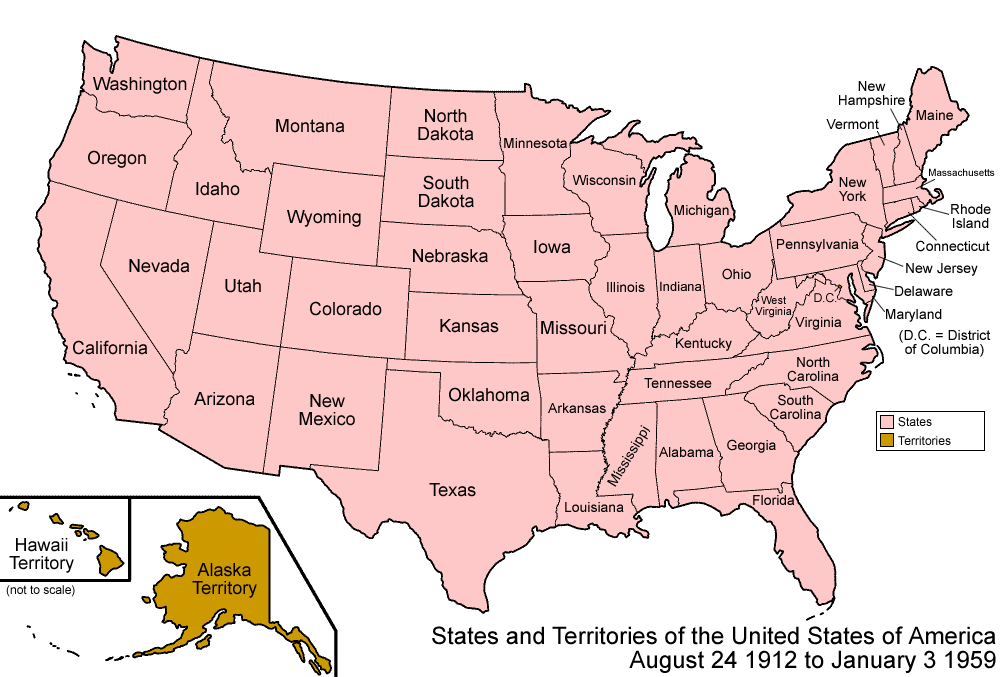
Zánik hranice, 1912

## V populární kultuře
Protože Divoký západ posloužil jako prostředí mnoha fiktivním příběhům, stal se tento region této doby po celém světě populárním a definuje se jím i žánr takových příběhů — western.